# Woskownicowate
Woskownicowate (Myricaceae Blume) – rodzina roślin z rzędu bukowców. Obejmuje cztery rodzaje z 57 gatunkami. Występują na wszystkich kontynentach z wyjątkiem Antarktydy i Australii, przy czym zasięg rodziny jest bardzo porozrywany i zwykle brak jej przedstawicieli na rozległych obszarach lądowych wewnątrz kontynentów o klimacie ciepłym. W strefie tropikalnej rośliny te rosną na obszarach górskich. Do europejskiej i polskiej flory należy tylko jeden gatunek – woskownica europejska (Myrica gale). 
Woskownicowate to drzewa i krzewy, których cechą charakterystyczną jest obecność aromatycznych gruczołów na liściach (pojedynczych, rzadko klapowanych). Przedstawiciele rodziny (z wyjątkiem Canacomyrica) tworzą symbiozę z bakteriami wiążącymi azot z rodzaju Frankia, nie tworzą zaś mykoryzy. Rosną w różnych siedliskach – na torfowiskach, piaskach nadmorskich, suchych zboczach, skałach wulkanicznych i jako drzewa w lasach. Ich kwiaty rozwijają się zwykle przed lub razem z liśćmi i są wiatropylne.
Woskownica europejska stosowana była w piwowarstwie, jako repelent, roślina barwierska, w garbarstwie i do celów leczniczych. Niektóre gatunki dostarczają jadalnych owoców (Myrica esculenta, M. rubra), ten drugi gatunek jest w Chinach uprawiany w odmianach wielkoowockowych i ma duże znaczenie komercyjne. Spożywane też bywają kwaskowate owoce Myrica faya. Wosk znajdujący się na owocach M. cerifera i M. pensylvanica był pozyskiwany po ich wygotowaniu i służył do wyrobu świec i mydeł.

## Morfologia

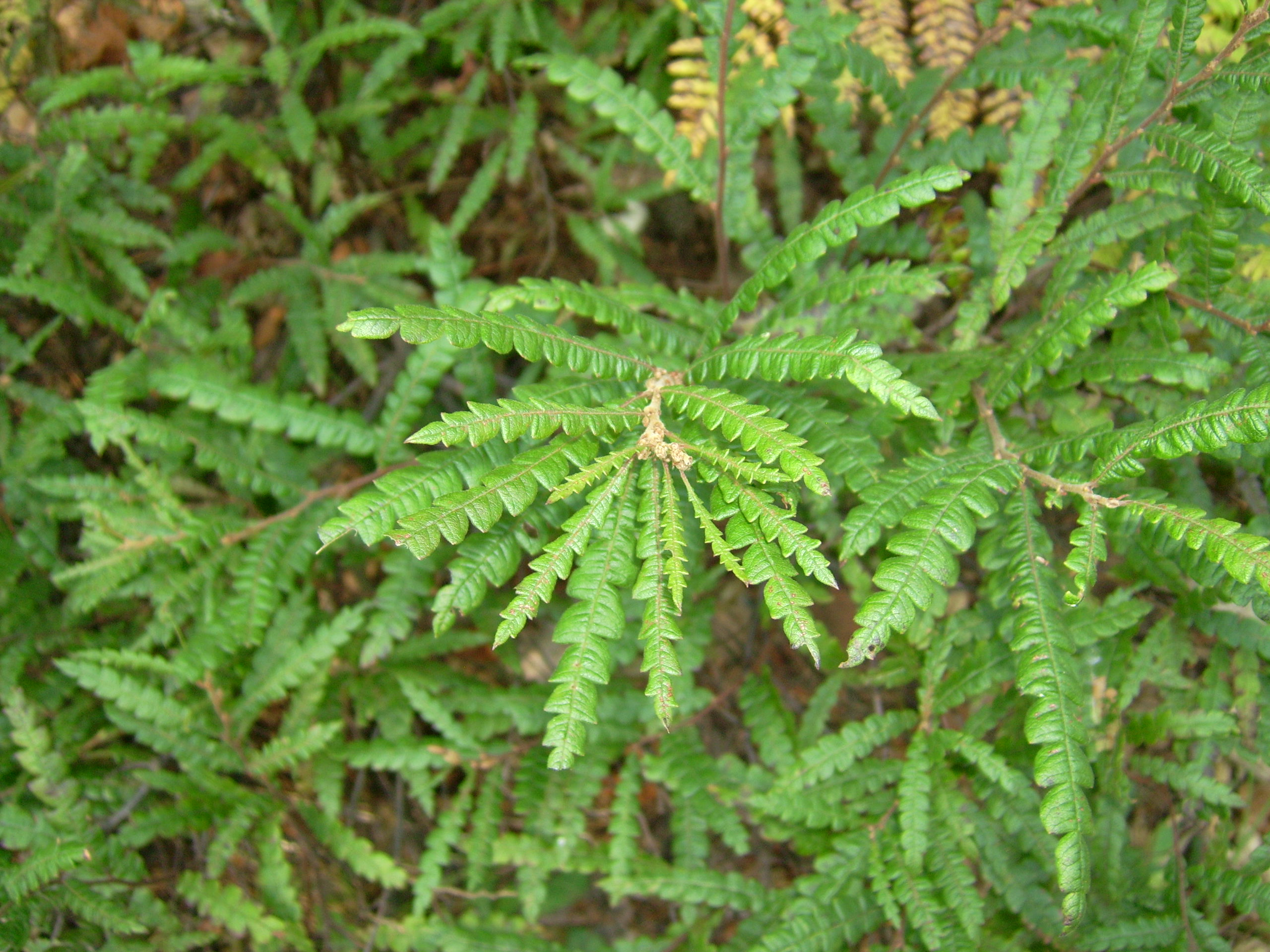
Komptonia amerykańska

PokrójNa ogół krzewy, rzadziej niewysokie drzewa do 6–8 m wysokości, w nielicznych przypadkach drzewa osiągające 20–25 m wysokości.
LiścieSkrętoległe, zrzucane na zimę lub okres suchy albo zimozielone. Zwykle pozbawione przylistków i siedzące lub krótkoogonkowe. Pojedyncze, zwykle piłkowane i lancetowate, w przypadku rodzaju Comptonia pierzastodzielne. Pokryte są żółtymi, żywicznymi i podzielonymi gruczołkami oraz niepodzielonymi i bezbarwnymi włoskami prostymi.
KwiatyDrobne i rozdzielnopłciowe (rzadko obupłciowe), przy czym rośliny są dwupienne lub jednopienne, czasem też te same rośliny tworzą w kolejnych latach kwiaty różnych płci. Kwiaty skupione są w walcowate lub owalne kłosowate kwiatostany, zwykle pojedyncze, rzadziej złożone. Kwiaty pozbawione są okwiatu z wyjątkiem Canacomyrica, u którego to rodzaju składa się on z 6 listków. Każdy kwiat męski wsparty jest przysadką i dwoma lub czterema podkwiatkami. Pręcików jest zwykle od 2 do 8, rzadziej do 20, przy czym ich liczba zwykle zmniejsza się w kwiatach w górnej części kwiatostanu. Ich nitki są krótkie, wolne lub zrośnięte u dołu, pylniki są prosto ku górze wzniesione, pękają podłużnymi szczelinami. Kwiaty żeńskie rozwijają się po kilka (do 4) w kącie przysadek, każdy kwiat wsparty jest dwa lub cztery podkwiatki. Zalążnia jest dolna lub wpół dolna (tylko u Canacomyrica górna), powstaje z dwóch owocolistków tworzących jedną komorę. W komorze rozwija się pojedynczy, pionowo ułożony zalążek okryty pojedynczą osłonką. Dwie szyjki słupka są krótkie, wolne lub zrośnięte w dolnej części.
OwoceSuche lub mięsiste, określane jako pestkowce lub nibypestkowce, a w istocie orzeszki z mięsistą otoczką tworzoną przez mięśniejące listki podkwiatowe, z zewnątrz często woskowane. Nasiona bez lub ze zredukowanym bielmem.

## Systematyka
Pozycja systematyczna rodziny jest dobrze poznana i dowiedziona analizami zarówno molekularnymi jak i morfologicznymi – wchodzi w skład kladu (rzędu) bukowców zajmując w nim pozycję siostrzaną dla rodziny orzechowatych. Kladem bazalnym w obrębie rodziny jest monotypowy rodzaj Canacomyrica z Nowej Kaledonii (gatunek znany jest ze skamieniałości także z Nowej Zelandii). Pozostałe gatunki są różnie dzielone lub łączone na szczeblu rodzajów, z reguły wyodrębniane są rodzaje komptonia Comptonia i woskownica Myrica, czasem też Morella. Ślady kopalne (pyłek) roślin z tej rodziny znajdowane są w skałach w górnej kredy (cenoman). Liczne ślady kopalne roślin przypominających dziś jedynego przedstawiciela rodzaju Comptonia znajdowane są w wielu miejscach na półkuli północnej z osadów datowanych na oligocen i miocen.
Pozycja systematyczna według APweb (aktualizowany system APG IV z 2016)
Jedna z rodzin rzędu bukowców należącego do kladu różowych w obrębie okrytonasiennych: 
|  | woskownicowate Myricaceae |
|  |                           |
|  | orzechowate Juglandaceae  |
|  |                           |

|  | rzewniowate Casuarinaceae                                                |
|  |                                                                          |
|  | \| \| brzozowate Betulaceae \| \| \| \| \| \| Ticodendraceae \| \| \| \| |
|  |                                                                          |
|  | brzozowate Betulaceae                                                    |
|  |                                                                          |
|  | Ticodendraceae                                                           |
|  |                                                                          |

|  | brzozowate Betulaceae |
|  |                       |
|  | Ticodendraceae        |
|  |                       |

|  | woskownicowate Myricaceae |
|  |                           |
|  | orzechowate Juglandaceae  |
|  |                           |

|  | rzewniowate Casuarinaceae                                                |
|  |                                                                          |
|  | \| \| brzozowate Betulaceae \| \| \| \| \| \| Ticodendraceae \| \| \| \| |
|  |                                                                          |
|  | brzozowate Betulaceae                                                    |
|  |                                                                          |
|  | Ticodendraceae                                                           |
|  |                                                                          |

|  | brzozowate Betulaceae |
|  |                       |
|  | Ticodendraceae        |
|  |                       |

|  | woskownicowate Myricaceae |
|  |                           |
|  | orzechowate Juglandaceae  |
|  |                           |

|  | rzewniowate Casuarinaceae                                                |
|  |                                                                          |
|  | \| \| brzozowate Betulaceae \| \| \| \| \| \| Ticodendraceae \| \| \| \| |
|  |                                                                          |
|  | brzozowate Betulaceae                                                    |
|  |                                                                          |
|  | Ticodendraceae                                                           |
|  |                                                                          |

|  | brzozowate Betulaceae |
|  |                       |
|  | Ticodendraceae        |
|  |                       |

|  | woskownicowate Myricaceae |
|  |                           |
|  | orzechowate Juglandaceae  |
|  |                           |

|  | rzewniowate Casuarinaceae                                                |
|  |                                                                          |
|  | \| \| brzozowate Betulaceae \| \| \| \| \| \| Ticodendraceae \| \| \| \| |
|  |                                                                          |
|  | brzozowate Betulaceae                                                    |
|  |                                                                          |
|  | Ticodendraceae                                                           |
|  |                                                                          |

|  | brzozowate Betulaceae |
|  |                       |
|  | Ticodendraceae        |
|  |                       |

|  | woskownicowate Myricaceae |
|  |                           |
|  | orzechowate Juglandaceae  |
|  |                           |

|  | rzewniowate Casuarinaceae                                                |
|  |                                                                          |
|  | \| \| brzozowate Betulaceae \| \| \| \| \| \| Ticodendraceae \| \| \| \| |
|  |                                                                          |
|  | brzozowate Betulaceae                                                    |
|  |                                                                          |
|  | Ticodendraceae                                                           |
|  |                                                                          |

|  | brzozowate Betulaceae |
|  |                       |
|  | Ticodendraceae        |
|  |                       |

|  | woskownicowate Myricaceae |
|  |                           |
|  | orzechowate Juglandaceae  |
|  |                           |

|  | rzewniowate Casuarinaceae                                                |
|  |                                                                          |
|  | \| \| brzozowate Betulaceae \| \| \| \| \| \| Ticodendraceae \| \| \| \| |
|  |                                                                          |
|  | brzozowate Betulaceae                                                    |
|  |                                                                          |
|  | Ticodendraceae                                                           |
|  |                                                                          |

|  | brzozowate Betulaceae |
|  |                       |
|  | Ticodendraceae        |
|  |                       |

|  | woskownicowate Myricaceae |
|  |                           |
|  | orzechowate Juglandaceae  |
|  |                           |

|  | rzewniowate Casuarinaceae                                                |
|  |                                                                          |
|  | \| \| brzozowate Betulaceae \| \| \| \| \| \| Ticodendraceae \| \| \| \| |
|  |                                                                          |
|  | brzozowate Betulaceae                                                    |
|  |                                                                          |
|  | Ticodendraceae                                                           |
|  |                                                                          |

|  | brzozowate Betulaceae |
|  |                       |
|  | Ticodendraceae        |
|  |                       |

|  | woskownicowate Myricaceae |
|  |                           |
|  | orzechowate Juglandaceae  |
|  |                           |

|  | rzewniowate Casuarinaceae                                                |
|  |                                                                          |
|  | \| \| brzozowate Betulaceae \| \| \| \| \| \| Ticodendraceae \| \| \| \| |
|  |                                                                          |
|  | brzozowate Betulaceae                                                    |
|  |                                                                          |
|  | Ticodendraceae                                                           |
|  |                                                                          |

|  | brzozowate Betulaceae |
|  |                       |
|  | Ticodendraceae        |
|  |                       |

Podział i wykaz rodzajów
- Canacomyrica Guillaumin
- Comptonia L'Hér. – komptonia
- Morella Loureiro (czasem włączana do Myrica)
- Myrica L. – woskownica